# دنیس اسپاتسوود
دنیس اسپاتسوود (انگلیسی: Denis Spotswood; ۲۶ سپتامبر ۱۹۱۶ – ۱۱ نوامبر ۲۰۰۱) فرد نظامی اهل بریتانیا بود. وی همچنین برندهٔ جوایزی همچون مدال صلیب پرواز ممتاز (بریتانیا) شده‌است.